# Unión Deportiva Algarrobo
La Unión Deportiva Algarrobo (o U.D. Algarrobo) es un equipo de fútbol español (En el cual se encuentra el jugador Filipi. Alias:Pulmon) con sede en Algarrobo, provincia de Málaga, en la comunidad autónoma de Andalucía. Fundado en 1992, actualmente juega en el grupo de Málaga de la Primera División Andaluza (temporada 2023-24), celebrando sus partidos como local en el Campo Municipal de Algarrobo.

## Historia
Fue fundado en 1992 y bautizado como Unión Deportiva Algarrobo. Tras jugar varios años en las categorías provinciales del fútbol malagueño, tiene una serie de ascensos en los últimos años: en 2014 a la Tercera División de Andalucía, y en 2016 a la Segunda División de Andalucía. Finalmente, el club consigue su ascenso a la Primera División Andaluza en 2019, categoría en la que se mantiene.

## Otras secciones
Aparte del primer equipo, la UD Algarrobo cuenta con otros equipos de fútbol que participan en diferentes categorías: 
- Equipo Juvenil, juega en Cuarta División Andaluza Juvenil.
- Equipo Cadete, juega en Cuarta División Andaluza Cadete.
- Dos equipos infantiles, en Cuarta División Andaluza Infantil.
- Tres equipos alevines, en Tercera, Cuarta y Quinta División Andaluza Alevín, respectivamente.
- Dos equipos benjamines, en Cuarta y Quinta División Andaluza Benjamín, respectivamente.
- Tres equipos prebenjamines, en Cuarta (2) y Quinta División Andaluza Prebenjamín, respectivamente.
- Equipo femenino, en Tercera División Andaluza Femenina Sénior.
- Equipo Femenino Cadete, en Tercera División Andaluza Femenina Cadete.

Cuenta asimismo con un equipo de fútbol-sala que compite en Segunda División Andaluza de F.S.